# Simuliidae
I Simulidi (Simuliidae Newman, 1834) sono una famiglia cosmopolita di insetti dell'ordine dei ditteri (Nematocera: Culicomorpha), composta da specie con femmine ematofaghe, possibili agenti di trasmissione di microrganismi patogeni a spese di uccelli e mammiferi. 
In Trentino-Alto Adige sono noti con il nome vernacolare di musolini ed in lingua veneta sono noti come mussati.

## Descrizione
Gli adulti sono moscerini di piccole dimensioni, con corpo generalmente lungo 2-3 mm, caratterizzato dalla forma tozza, dal torace gibboso e dal dimorfismo sessuale, per la presenza del capo oloptico nel maschio. La livrea è in genere di colore nerastro, da cui il nome comune black flies ("mosche nere") attribuito dagli anglosassoni a questi insetti.
Il capo è privo di ocelli e porta antenne brevi, formate da 11 articoli (in alcune specie 9 o 10). Gli occhi sono rossi. Nei maschi, la morfologia degli occhi ricorda quella dei maschi dei Bibionidae: gli occhi sono connati e ciascuno di essi si divide in due aree, una dorsale, formata da ommatidi grandi (macrommatidi), una ventrale, formata da ommatidi di piccole dimensioni (micrommatidi). L'apparato boccale è di tipo succhiante non perforante nei maschi e pungente-succhiante nelle femmine ematofaghe; in queste ultime, le mandibole hanno una conformazione atta a lacerare, mentre nella generalità dei maschi e nelle femmine non ematofaghe sono prive di funzionalità. Le mascelle hanno palpi di 5 articoli, recanti sul terzo un grande sensillo.
Il torace è tozzo, robusto e marcatamente convesso sul dorso, porta zampe brevi e sottili, con tarsi di cinque articoli, ali brevi e larghe, di profilo subtriangolare, con lobo anale ampio. L'addome è caratterizzato dalla presenza di una frangia di setole lungo il margine anteriore del primo urotergite.
Le nervature alari presentano una sclerificazione più marcata nella costa nella radio. Quest'ultima è ravvicinata al margine costale, perciò si osserva, come nei Ceratopogonidae e nei Chironomidae una concentrazione delle nervature più robuste nella zona costale della regione remigante. La costa si estende lungo tutto il margine anteriore, interrompendosi, prima di raggiungere l'apice dell'ala, in corrispondenza della confluenza del ramo posteriore della radio.

Nervature alari nel genere Simulium. C: costa; Sc: subcosta; R: radio; M: media; CuA: cubito; A: anali; h: omerale; r-m: radio-mediale.

La subcosta è strettamente ravvicinata alla radio e confluisce sulla costa in prossimità della parte mediana del margine costale. La radio si suddivide in due rami, R1 e R4+5, nella maggior parte delle specie (generi Simulium e Austrosimulium) e sono strettamente ravvicinati e paralleli, entrambi confluenti sulla costa. Nelle altre specie il settore radiale si biforca, perciò si hanno complessivamente tre rami della radio. Settore radiale e radio-mediale sono piuttosto brevi. La prima, fortemente obliqua, è quasi allineata con R4+5. La seconda è trasversale e brevissima, con radio e media quasi a contatto. La media si biforca subito dopo la confluenza della radio-mediale in M1 e M2, che decorrono nella zona centrale della regione remigante. La cubito ha la biforcazione posizionata alla base dell'ala, perciò i rami CuA1 e CuA2 sono distinti fin dalla base. Il ramo CuA2 mostra una caratteristica curvatura a sigmoide. Le anali sono due, con A2 piuttosto breve. Una caratteristica delle ali dei Simulidi europei è la presenza di una plica a forma di Y compresa fra M2 e CuA1.
Singolare è la morfologia degli stadi preimmaginali. La larva è apoda e funzionalmente apneustica, con stimmi rudimentali e non funzionanti; la respirazione avviene per mezzo di una branchia dorsale, plurilobata e retrattile nell'ano. La forma è tozza e cilindrica, con l'addome più largo rispetto alla regione cefalo-toracica. La capsula cefalica presenta due vistose appendici boccali a forma di ventaglio, usate per filtrare l'acqua. Il primo segmento toracico porta un unico pseudopodio ventrale diretto in avanti. L'addome termina con una corona di uncini, sfruttata dall'insetto per fissarsi al substrato.
La pupa è provvista di numerosi filamenti respiratori che emergono dorsalmente e anteriormente dal torace. In genere è protetta da un bozzoletto fissato al substrato, a forma di sacco, dalla cui apertura emergono i filamenti respiratori.

## Biologia

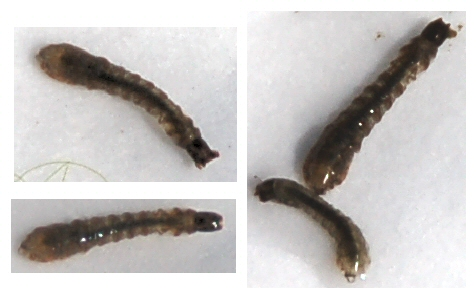
Larve di simulide.

Il ciclo dei Simulidi si svolge con una generazione l'anno nelle regioni temperate, mentre si svolge senza stasi invernale, con più generazioni l'anno, nelle regioni tropicali. La riproduzione è anfigonica ma in alcune specie può ricorrere anche la partenogenesi. L'accoppiamento è preceduto dall'aggregazione dei maschi in sciami danzanti, in prossimità dei corsi d'acqua. Una femmina può deporre fino a 600 uova. L'ovideposizione avviene in prossimità dell'acqua, oppure nell'acqua stessa, fissando le uova ai tessuti di piante acquatiche. Le uova possono essere deposte anche in profondità; in questo caso la femmina si immerge circondata da una bolla d'aria. La durata dell'incubazione è di pochi giorni.
Le larve si fissano, per mezzo degli uncini caudali, ad un substrato, rappresentato da sassi, piante acquatiche, altri animali. La nutrizione avviene a spese di microrganismi (diatomee, batteri, protozoi, particelle organiche) acquisiti filtrando l'acqua con i ventagli cefalici. In condizioni di carenza di risorse nutritive, la competizione intraspecifica è tale da evidenziare nelle larve comportamenti aggressivi e di difesa del territorio. Lo sviluppo postembrionale può essere complesso, arrivando anche ad otto stadi larvali, e la durata varia da alcuni giorni, in specie tropicali, a diversi mesi, in forme svernanti nelle zone temperate.
La ninfosi avviene in genere all'interno del bozzolo sacciforme, fissato al substrato, e si svolge in pochi giorni. Dopo lo sfarfallamento gli adulti risalgono in superficie, all'interno di bolle d'aria, e restano in prossimità dei siti in cui sono nati, dove si svolgono gli sciami nuziali e gli accoppiamenti. Solo dopo l'accoppiamento si ha la dispersione delle femmine nel territorio, talvolta anche a grandi distanze, favorita dal vento.

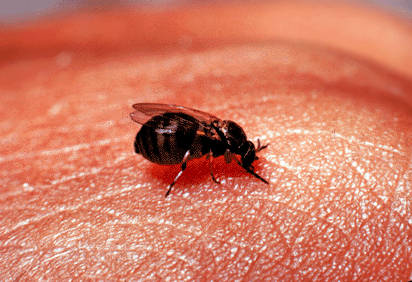
Femmina di simulide

Gli adulti sono fondamentalmente glicifagi e si nutrono di nettare, ma le femmine della generalità dei Simulidi richiedono in genere l'apporto proteico di un pasto di sangue per completare la maturazione delle uova. L'ematofagia delle femmine ha una base fisiologica complessa e non pienamente accertata e sarebbe correlata alle risorse trofiche disponibili durante lo sviluppo larvale: in molte specie di Simulidi ematofagi le femmine non necessitano del pasto di sangue per la prima ovatura se le larve si sono sviluppate in ambiente ben ossigenato e ricco di risorse alimentari; se invece le larve si sono sviluppate in acque poco ossigenate o hanno avuto una carenza nutritiva, le riserve trofiche accumulate sarebbero insufficienti a garantire la maturazione delle uova, perciò la femmina dovrà necessariamente ricorrere ad un pasto di sangue. L'attività trofica delle femmine ematofaghe è strettamente correlata alle ore del giorno e al decorso climatico: sarebbe infatti più intensa al crepuscolo e all'alba, in giornate nuvolose e in assenza di vento, in particolare in prossimità di fenomeni temporaleschi, alle alte latitudini l'attività trofica si estende per l'intera giornata anche in piena illuminazione.
In generale, l'attività trofica svolta nelle ore diurne e l'etologia sessuale fanno sì che in questi insetti la funzione della vista abbia un ruolo predominante sugli altri sensi.
Un aspetto particolare dell'etologia dei Simulidi adulti è la distribuzione nel territorio: infatti rifuggono dalle costruzioni, perciò raramente si rinvengono all'interno delle abitazioni e dei ricoveri zootecnici, mentre prediligono gli spazi aperti e, secondo la specie, determinate caratteristiche vegetazionali e paesaggistiche. Le ragioni di questo comportamento sarebbero strettamente collegate alla sensibilità degli adulti nei confronti dell'umidità e della temperatura ambientale.

## Habitat

Stadi preimmaginali di simulide. 1: pupa; 2: larva.

L'habitat delle larve è costituito dai corsi d'acqua, spesso a regime torrentizio, fin dalle foci. In Italia è stata riscontrata una distribuzione zonale delle specie in funzione dell'altitudine. In particolare, il numero di specie tende a diminuire passando dalle elevate altitudini alla pianura. In prossimità delle foci si rivengono esclusivamente larve di Simulium reptans e di specie affini dello stesso genere (gruppo reptans).
I siti preferiti sono i punti in cui la corrente è più forte e l'acqua più ossigenata. Un aumento del contenuto in sostanza organica delle acque ha effetti positivi sull'incremento della popolazione dei Simulidi, tuttavia un eccessivo grado di eutrofizzazione è causa di una riduzione del tenore in ossigeno e, di conseguenza, di un abbattimento della popolazione. Questo comportamento ha due differenti risvolti pratici: da un lato, i Simulidi possono essere sfruttati come indicatori biologici della qualità delle acque, da un altro rende difficile la lotta preventiva ai Simulidi ematofagi.
Di particolare importanza, ai fini degli studi sulle dinamiche di popolazione dei Simulidi ematofagi e sulla loro azione nei confronti dell'Uomo e degli animali domestici, sarebbe lo stato di qualità dell'ambiente, non solo in riferimento alla qualità delle acque, ma anche per quanto concerne la configurazione del paesaggio rurale. Analizzando alcuni casi di trasformazione ambientale in Italia e mettendoli in relazione con la variazione dell'entomofauna dei Simulidi, RIVOSECCHI (2005) è giunto alla conclusione che le dinamiche della trasformazione ambientale, sia nelle infrastrutture sia negli ordinamenti produttivi (deforestazione, conversione degli indirizzi produttivi, intensivazione, regimazione dei corsi d'acqua, eutrofizzazione delle acque, ecc.), ha effetti sulla dinamica delle popolazioni dei Simulidi e sulla composizione dell'entomofauna relativa a questa famiglia. Ciò porta, nel tempo, ad alterazione dei rapporti quantitativi fra specie ematofaghe dannose all'Uomo e specie ematofaghe dannose ad altre specie. A sostegno delle ipotesi di RIVOSECCHI ci sarebbero correlazioni analoghe, riscontrate in Argentina fra le dinamiche di trasformazione del paesaggio rurale e la dinamica dell'entomofauna dei simulidi ematofagi.

## Dannosità

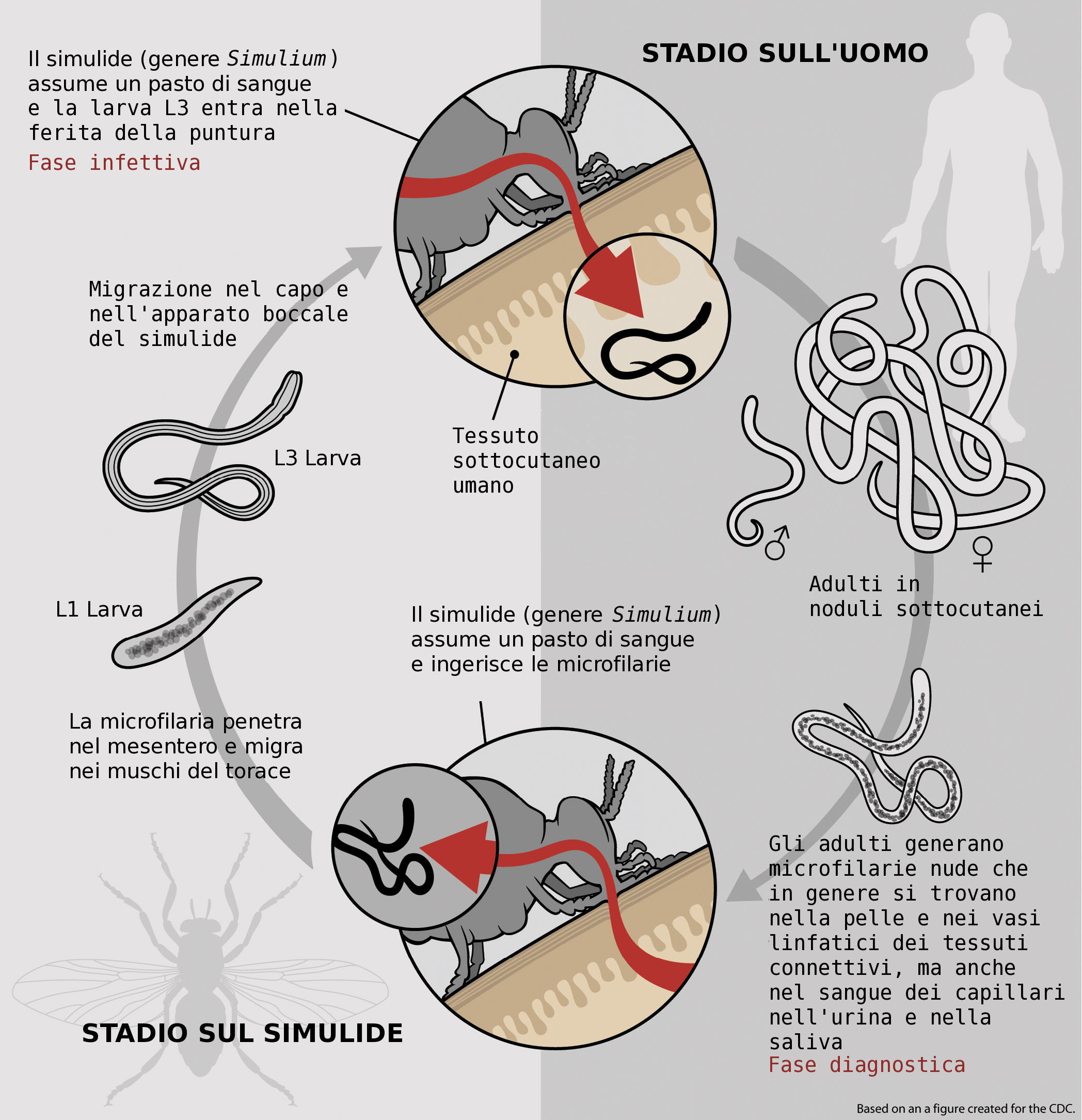
Ciclo biologico dell'Onchocerca volvulus.

Il grado di dannosità delle specie ematofaghe è dipendente da fattori ambientali e geografici. In diverse aree della Terra, i Simulidi possono attaccare preferibilmente l'Uomo o gli animali domestici, in relazione, probabilmente, alle diverse tendenze delle varie specie e alla composizione dell'entomofauna simulide. TREMBLAY (1991) cita una particolare intensità degli attacchi dei Simulidi ematofagi sull'Uomo in Canada e Russia, mentre, nel bacino danubiano dell'Europa centrale, questi Ditteri si accaniscono in particolare sugli animali domestici al pascolo. In Italia, questi insetti non si sono mai mostrati particolarmente dannosi nei confronti dell'Uomo, salvo casi sporadici rilevati nella Pianura Padana e, in particolare, casi di molestia da parte di simulidi ematofagi che di norma non pungono l'Uomo (Simulium paraequinum e specie simili, del sottogenere Wilhelmia). Questi ultimi, in condizioni di rarefazione degli allevamenti di bestiame allo stato brado o a stabulazione libera al pascolo, tendono a molestare l'uomo soffermandosi con insistenza sul viso senza pungere.
I danni diretti provocati dai Simulidi ematofagi sull'Uomo si limitano in genere a reazioni cutanee di natura allergica (eritemi, orticarie, ecc.). Sugli animali, invece, gli attacchi massivi possono provocare reazioni anafilattiche con effetti letali per shock anafilattico, collasso cardiaco o respiratorio. La recrudescenza dei Simulidi, in questi casi, può essere tale da manifestarsi con attacchi in massa tali da penetrare nella gola dell'animale e provocarne la morte per shock anafilattico a seguito della reazione all'immissione della saliva. Questi insetti rappresentano perciò un vero e proprio flagello per gli animali allevati allo stato brado in alcune regioni della Terra: ad esempio, nel 1923, si registrò nelle regioni balcaniche la moria di circa 20000 capi di bovini. Casi di moria del bestiame causata dai simulidi, anche se di portata più limitata, si sono registrati in passato anche in Trentino-Alto Adige, a cavallo fra gli anni settanta e gli anni ottanta.
Il principale aspetto della dannosità dei Simulidi risiede tuttavia nella possibilità di trasmissione di agenti zoopatogeni che fanno capo a Nematodi della famiglia delle Filarie e a Protozoi della classe degli Sporozoi e, meno frequentemente, virus. Sotto questo aspetto, i Simulidi più pericolosi si annoverano tra alcune specie tropicali vettori della filaria Onchocerca volvulus, agente eziologico di una patologia, l'oncocercosi (o cecità fluviale): questa patologia tropicale, che colpisce soprattutto le popolazioni dell'America Latina e, soprattutto, dell'Africa, risulta essere la quarta causa di cecità al mondo e colpisce. Il numero di persone affette dall'oncocercosi ammonterebbe a 17 milioni di individui. Le specie responsabili della trasmissione dell'oncocercosi fanno capo ai generi Simulium, Prosimulium e Austrosimulium.
La specie Simulium pruinosum sembra essere implicata nella patogenesi della forma endemica, di una dermatosi bollosa umana, il pemfigo foliaceo, nota come Fogo Selvagem e distribuita attorno ad alcuni bacini fluviali brasiliani.
Sugli uccelli, i Simuliidi sono generalmente vettori di Protozoi. L'attività si basa in genere su una specificità etologica e morfologica: le femmine ematofaghe a spese degli uccelli, infatti, presentano una particolare conformazione delle unghie che ne facilita l'attacco alle piume.
Fra le specie di maggiore importanza in Italia, dal punto di vista medico-veterinario, si citano le seguenti:
- Simulium sottogenere Wilhelmia: attaccano gli equini accanendosi in particolare sulle orecchie; il Simulium paraequinum, come si è detto, produce spesso molestia nei confronti dell'Uomo pur senza pungerlo;
- Simulium erythrocephalum: può attaccare l'uomo provocando reazioni allergiche cutanee e febbre;
- Simulium ornatum: attacca gli animali al pascolo accanendosi nella zona del ventre.

## Difesa

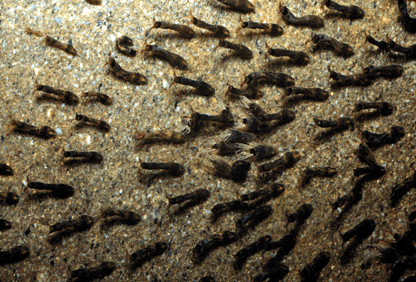
Larve di simulidi nel loro habitat.

La difesa nei confronti dei Simulidi è piuttosto difficile a causa della specificità dell'etologia, sia larvale sia immaginale. La lotta contro gli adulti, a differenza di altri nematoceri ematofagi, è pressoché impossibile a causa della loro dispersione nell'ambiente, in spazi aperti, e dell'attività rivolta sugli animali al pascolo. L'unica possibilità di intervenire sugli adulti consiste nella protezione preventiva del bestiame con trattamenti a base di piretroidi cosparsi direttamente sugli animali. Questi interventi possono tuttavia presentare dei limiti sotto l'aspetto economico a causa dell'incidenza dei costi in un regime zootecnico di tipo estensivo.
La lotta larvicida è invece resa problematica dalla difficoltà di eseguire trattamenti chimici nei corsi d'acqua: la corrente, infatti, rende vani questi trattamenti in quanto disperde in tempi brevissimi l'insetticida; va inoltre considerata l'impossibilità di eseguire trattamenti chimici in acque popolate dall'ittiofauna, perciò, in definitiva, l'intervento chimico si può eseguire solo in casi particolari. Interventi più efficaci si sono avuti con l'uso di bioinsettici (Bacillus thuringiensis) ma in condizioni ambientali particolari. Lo stato di emergenza relativo all'incidenza dell'oncocercosi ha invece giustificato i trattamenti chimici eseguiti sui corsi d'acqua ricorrendo anche ai mezzi aerei.

## Sistematica
La famiglia comprende circa 1800 specie conosciute, di cui circa 230 segnalate in Europa, ripartite fra 28 generi. Si suddivide in due sottofamiglie, di cui la prima, Parasimuliinae comprende solo quattro specie presenti nella regione neartica:
- Parasimuliinae
- Simuliinae

I generi più importanti, per rappresentatività e numero di specie, sono Simulium, con 1200 specie, e Prosimulium con circa 110 specie. La determinazione delle specie è spesso impossibile se non con il ricorso all'esame citologico.
In Italia è segnalata la presenza di circa 70 specie appartenenti ai generi Simulium, Prosimulium, Metacnephia, Twinnia, Greniera. Gran parte delle specie rientrano nel genere Simulium.